# ماچراتا
ماچراتا (به ایتالیایی: Macerata) یک کومونه در ایتالیا است که در استان ماچراتا واقع شده‌است.

## خصوصیات
ماچراتا ۹۲٫۷۳ کیلومترمربع مساحت و ۴۳٬۱۶۵ نفر جمعیت دارد و ۳۱۵ متر بالاتر از سطح دریا واقع شده‌است.

## خواهرخوانده
شهرهای وایدن در اوبرفالز، شفیلد و ایسی-له-مولینو خواهرخوانده‌های ماچراتا هستند.